# Cucullia splendida
Cucullia splendida là một loài bướm đêm trong họ Noctuidae.

## Hình ảnh

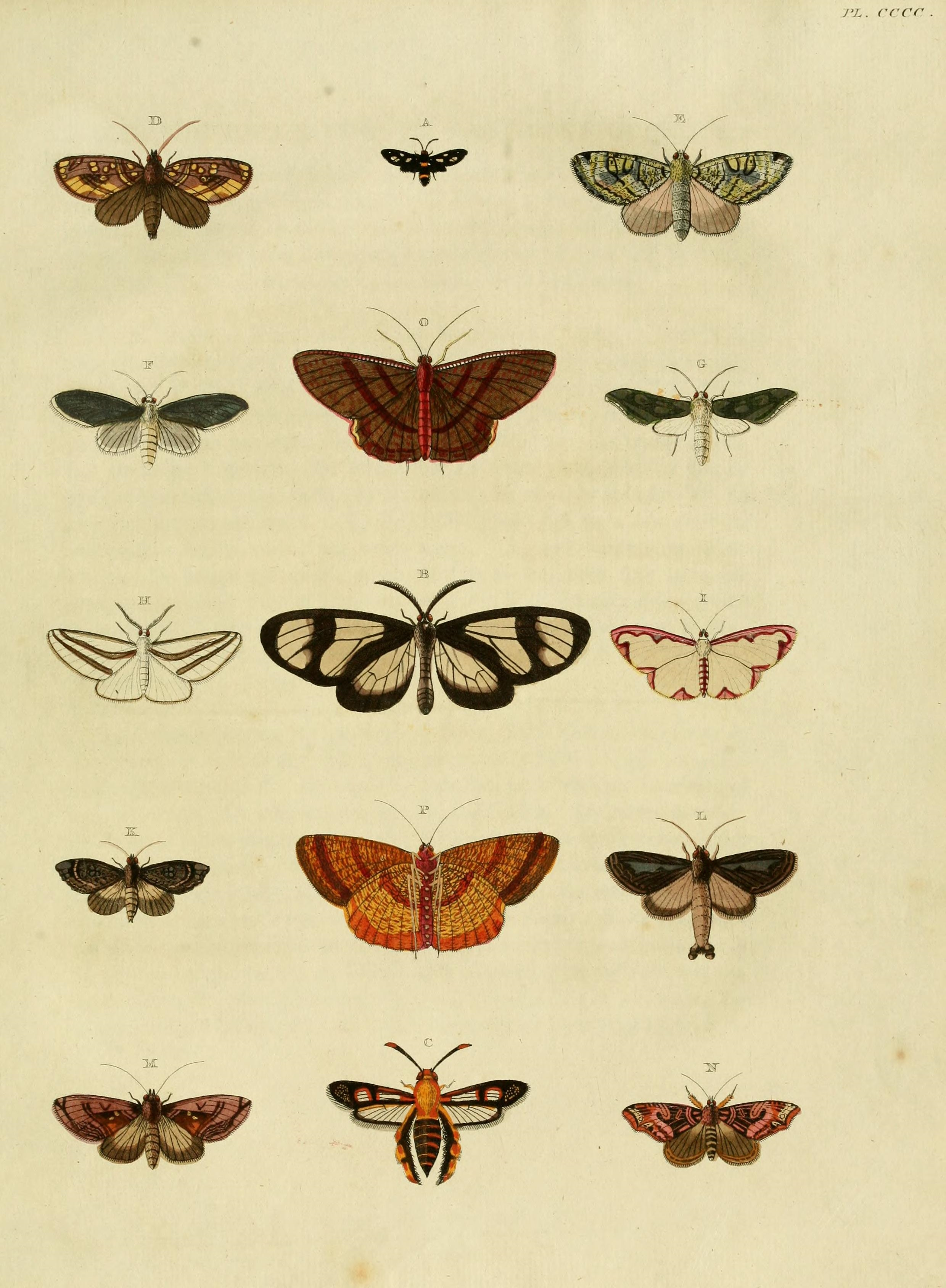